# Vote d'approbation proportionnel
Le vote d'approbation proportionnel est un système de vote théorique utilisable pour pourvoir plusieurs sièges. Son intérêt est de concilier le principe de représentation proportionnelle avec des votes sur les candidats directement, sans l'intermédiaire des listes partisanes. La méthode a été inventée par le mathématicien danois Thorvald Nicolai Thiele. La méthode fut utilisée quelques années en Suède, à partir de 1909.

## Mise en œuvre
Comme dans le vote par approbation, chaque électeur choisit les candidats qu'il accepterait de voir élus. Il peut voter pour autant de candidats qu'il le souhaite. Si, à l'issue des élections, n des candidats de sa liste sont élus, on lui attribue l'indice de satisfaction {\displaystyle 1+{\frac {1}{2}}+{\frac {1}{3}}+....+{\frac {1}{n}}}, sinon on lui attribue un indice de satisfaction de 0. L'objectif est de maximiser la somme des indices de satisfaction.
Pour déterminer la meilleure solution, il faut en toute théorie calculer toutes les sommes. Pour s sièges à pourvoir et c candidats, la combinatoire permet de dire qu'il faut envisager {\displaystyle C_{c}^{s}={c \choose s}={\frac {c!}{s!(c-s)!}}} possibilités et faire alors, si le nombre de votants est v, {\displaystyle v\times C_{c}^{s}} calculs. Par exemple, pour 1 000 votants, 20 candidats, 10 sièges à pourvoir, il faut faire 184 756 000 calculs et comparer 184 756 résultats.
En pratique, on utilise l'algorithme itératif suivant, qui fournit une approximation de la solution optimale. On compte, comme dans le vote par approbation, le nombre de voix obtenues par chaque candidat. Le candidat ayant obtenu le meilleur score est élu. On divise alors par 2 le poids des voix de tous ceux qui ont voté pour lui. On recommence alors le décompte pour élire le second candidat (celui qui obtiendra le plus de voix). Et ainsi de suite, en divisant par n+1 le poids des voix des électeurs ayant déjà eu n candidats de leur liste élus.
Une propriété mathématique remarquable de ce système, qui explique pourquoi on l'appelle approbation "proportionnelle", est que si chaque électeur vote exclusivement pour tous les candidats d'un même parti, le résultat du calcul est précisément une répartition proportionnelle:  on retrouve la méthode d'Hondt.

## Exemple
Considérons trois candidats A, B, C dont deux doivent être élus.
Supposons que les électeurs aient rempli comme suit leur bulletin de vote :
- 10 électeurs : A, B
- 20 électeurs : B, C
- 20 électeurs : A
- 30 électeurs : B
- 10 électeurs : C

Calculons l'indice de satisfaction du couple (A, B) :
- 10 électeurs : A, B → 10 × 1,5 point = 15 points

Ces électeurs votent pour les deux candidats et attribuent donc 1 + 1/2 point à ce couple.
- 20 électeurs : B, C → 20 × 1 point = 20 points
- 20 électeurs : A → 20 × 1 point = 20 points
- 30 électeurs : B → 30 × 1 point = 30 points

Dans ces trois séries de bulletins de vote, les électeurs ont voté pour l'un des deux candidats et donnent donc 1 point au couple (A, B).
- 10 électeurs : C → 10 × 0 point = 0 point

Ce dernière série de bulletins n'a voté pour aucun candidat, ne donnant ainsi aucun point au couple (A, B).
L'indice de satisfaction du couple (A, B) est donc de 15 + 20 + 20 + 30 + 0, soit 85 points. En appliquant la même méthode, nous obtenons 80 points pour le couple (B, C) et 60 points pour le couple (A, C).
Sont donc élus les candidats A et B.

## Second exemple
Supposons qu'il y ait 5 électeurs, 6 candidats (A, B, C, D, E, F) et 3 sièges à pourvoir et que le résultat des votes soit le suivant :
|            | A   | B   | C   | D   | E   | F   |
| Électeur 1 | non | oui | oui | oui | oui | non |
| Électeur 2 | oui | oui | oui | non | non | non |
| Électeur 3 | non | oui | non | non | non | non |
| Électeur 4 | oui | oui | non | non | oui | oui |
| Électeur 5 | non | non | oui | oui | non | oui |

La méthode maximisant l'indice de satisfaction demanderait de comparer 20 nombres et de faire 100 calculs!
La variante peut s'envisager :
Le premier score donne pour A 2, pour B 4 pour C 3 pour D 2 pour E 2 pour F 2. B est donc élu. Pour élire le second candidat, les voix des électeurs 1, 2, 3, 4 sont divisées par 2.
|            | A   | C   | D   | E   | F   |
| Électeur 1 | non | oui | oui | oui | non |
| Électeur 2 | oui | oui | non | non | non |
| Électeur 3 | non | non | non | non | non |
| Électeur 4 | oui | non | non | oui | oui |
| Électeur 5 | non | oui | oui | non | oui |
| Score      | 1   | 2   | 1,5 | 1   | 1,5 |

Le candidat C est donc élu. Les électeurs 1 et 2 ont leur poids divisé par 3 car ils ont déjà deux de leur candidats élus, les autres électeurs ont un poids de 1/2 puisqu'ils ont tous un candidat de leur liste élu.
|            | A   | D   | E   | F   |
| Électeur 1 | non | oui | oui | non |
| Électeur 2 | oui | non | non | non |
| Électeur 3 | non | non | non | non |
| Électeur 4 | oui | non | oui | oui |
| Électeur 5 | non | oui | non | oui |
| Score      | 5/6 | 5/6 | 5/6 | 1   |

Le dernier siège est octroyé à F.

## Avantages et inconvénients
Contrairement à la plupart des systèmes de représentation proportionnelle, l'électeur vote directement sur les candidats, et l'affichage de listes partisanes est inutile. Le système peut cependant être qualifié de "proportionnel" car le calcul fait au dépouillement a la propriété remarquable que, dans le cas où les votes reproduisent des préférences partisanes, le nombre d'élus de chaque parti est proportionnel à son nombre de supporters.
Ce système est donc comparable au Vote unique transférable qui, lui aussi, cherche à concilier la représentation proportionnelle avec le vote nominatif. Du point de vue de l'électeur, le vote d'approbation proportionnel est plus simple mais moins expressif que le vote unique transférable, qui demande à l'électeur de classer tous les candidats. Mathématiquement, la proportionnalité est exacte avec le vote d'approbation proportionnel, pas avec le vote unique transférable.
La mise en place d'un tel système impose le recours à un traitement informatique. Celui-ci est relativement simple à mettre en place mais demande une certaine puissance de calcul.